# Charles Trenca
Le commandeur Charles Trenca (en italien Carlo Trenca) est un homme politique, né à Menton alors en France, le 2 septembre 1801. 

## Biographie
Il est le fils d'un négociant en citrons que le roi de Pologne avait fait baron et de Félicité Levamis, filleule des princesses de Savoie. Il fit ses études à Aix-en-Provence, Marseille et Turin.
Nommé sous-lieutenant par Honoré V de Monaco, capitaine en 1828, il avait accompagné à la cour de Turin le gouverneur général de Villarey venu faire, le 27 décembre 1841, l'hommage de vassalité du prince Florestan de Monaco au roi Charles-Albert de Sardaigne. Chevalier puis Commandeur des saints Maurice et Lazare, il fut après sa destitution par Florestan, chef du gouvernement des Villes libres de Menton et Roquebrune en 1848. Il œuvra activement au rattachement de Menton et de Roquebrune à la Sardaigne, car — administrateur intègre et intelligent — il ne voyait pas ces deux villes vivre d'elles-mêmes. Ses désirs ne se réalisèrent pas et il mourut à Menton le 20 juin 1853.
Le 3 décembre 1821, il épousa Henriette de Monléon, dont le père administra la ville de Menton comme maire. En 1831, le Portugal le choisit pour son consul à Menton. De 1819 à 1847, il occupa plusieurs fonctions d'importance dans l'administration monégasque. Il commanda la Garde civique créée à l'occasion de l'établissement des Villes Libres en 1848.
À Menton, on peut encore voir sur une plaque de rue, en Place Clemenceau, une pierre posée le 4 juin 1854 par la Ville de Menton: A Carlo Trenca, Cavaliere Commendatore dei Santi Maurizio e Lazzaro, preside al governo, agli studi, alla milizia nazionale di Mentone e Roccabruna per dottrina, per patria carità, per virtù preclaro, benemerito carissimo, i memori concitadini (à Carlo Trenca, chevalier commandeur des saints Maurice et Lazare, chef du gouvernement, de l'enseignement, de la milice nationale de Menton et Roquebrune, pour sa culture, pour sa charité envers sa patrie, pour ses vertus célébrées, très cher et méritant, ses concitoyens qui n'ont pas oublié) - à l'occasion du transfert de ses cendres, le 22 mai 1884).